# Diretor de Comunicação Estratégica da Casa Branca
O Diretor de Comunicação Estratégica da Casa Branca é um membro sênior da equipe do Presidente, informando diretamente ao Presidente e trabalhando em conjunto com o Diretor de Comunicações da Casa Branca. Cargo vago desde 20 de janeiro de 2021.
O presidente Donald Trump formou o cargo no final de 2016, nomeando um dos seus assessores mais próximos e os primeiros assessores políticos, Hope Hicks, como a primeira detentora do país deste escritório.
As responsabilidades exatas ainda não foram claramente definidas, mas presume-se que incluam a aparência da mídia de coordenação, assessorando o presidente em mensagens e servindo como confidente em questões-chave envolvendo assuntos pessoais e na execução da agenda do presidente, uma extensão do papel que Hicks serviu na Campanha de Donald Trump e em sua transação.